# Macro Soccer
Macro Soccer ist eine mexikanische Fußballschule für Jungen und Mädchen in der Gemeinde Chicoloapan im Bundesstaat México.

## Geschichte
Die Jugendmannschaften von Macro Soccer nehmen an verschiedenen Fußballturnieren des Bundesstaates México teil. Der bisher größte Erfolg des Vereins war die Finalteilnahme der Frauenfußballmannschaft um die mexikanische Frauenfußballmeisterschaft in der Clausura 2016. Dort erwies sich der Río Soccer Club auf dem Weg zu seinem Titelhattrick als zu stark.